# Џаксонволд (Пенсилванија)
Џаксонволд (енгл. Jacksonwald) насељено је место без административног статуса у америчкој савезној држави Пенсилванија.

## Демографија
По попису из 2010. године број становника је 3.393.
| Група             | 2000.    | 2010.         |
| Белци             | 0 (0,0%) | 3.149 (92,8%) |
| Афроамериканци    | 0 (0,0%) | 96 (2,8%)     |
| Азијати           | 0 (0,0%) | 33 (1,0%)     |
| Хиспаноамериканци | 0 (0,0%) | 81 (2,4%)     |
| Укупно            | 0        | 3.393         |